# Voer (parochie, Brønderslev)
Voer is een parochie van de Deense Volkskerk in de Deense gemeente Brønderslev. De parochie maakt deel uit van het bisdom Aalborg en telt 1125 kerkleden op een bevolking van 1172 (2004). Historisch hoorde de parochie tot de herred Dronninglund. In 1970 werd de parochie opgenomen in de nieuw gevormde gemeente Dronninglund, die in 2007 opging in de vergrote gemeente Brønderslev.
De parochiekerk stamt oorspronkelijk uit de 12e eeuw, maar is sindsdien meermalen verbouwd en uitgebreid. Het oorspronkelijke ronde koor is vervangen door een recht koor, waarbij ook het forse wapenhuis is aangebouwd. De toren is volgens een inscriptie van 1579.
Binnen de parochie werd in 1903 een tweede kerk gebouwd in Agersted. Deze kerk ontwikkelde zich tot een eigen parochie.

Agersted · Aså · Brønderslev · Dorf · Dronninglund · Hallund · Hellevad · Hellum · Hjallerup · Jerslev · Melholt · Mylund · Ørum · Øster Brønderslev · Øster Hjermitslev · Serritslev · Stenum · Tise · Tolstrup · Voer